# لاجيدو دو تابوكال
لاجيدو دو تابوكال بلدية في ولاية باهيا في المنطقة الشمالية الشرقية من البرازيل.